# Attentat du marché de Quetta (2013)
Ne doit pas être confondu avec Attentats de Quetta (2013).
Le 16 février 2013 à Quetta au Baloutchistan, des explosifs dissimulée dans une citerne est enclenchée dans un marché fréquentée par les Hazaras, une minorité chiite duodécimaine, au moins 91 personnes sont tués, et 190 blessées. Le groupe Lashkar-e-Jhangvi a revendiqué l'attentat, la deuxième attaque majeure contre des chiites en un mois avec les attentats de Quetta.

## Déroulement
Le 13 février 2013, une bombe entreposé dans une citerne d'eau. L'attentat à eu lieu dans un marché situé dans un quartier chiite de la ville de Quetta, fréquemment attaquer en raison de la présence de chiite hazara.
L'attentat à eu lieu vers la fin de journée, avec environ 70 à 80 kg d'explosifs placés à l'intérieur d'un réservoir d'eau puis enclenchée dans une foule de chiite. L'explosion à gravement endommagé les bâtiments aux alentours.
Des hazaras en colère ont tiré en l'air pour éloigner les gens du site de l'explosion en cas de deuxième bombe, ce qui a retarder la rescousse des survivants, et causés sans doute des morts.
En raison du nombre important de morts et de blessés, les hôpitaux ont rapidement été surchargés. Les forces de police ont du mettre à jour en raison de l'extraction de nombreux corps sous les décombres.

## Réaction
Comme lors des attentats de Quetta un mois plus tôt, les dirigeants Hazaras ont refusé d'enterrer leurs morts, et ont donner un ultimatum de 48 heures au gouvernement pour remettre la ville à l'armée.
Des manifestations parfois très violente ont eu lieu dans tout le pays, avec au moins 1500 manifestants à Lahore, ainsi que des manifestations à Muzaffarabad et Multan.
Le gouverneur du Balouchistan, Zulfikar Ali Magsi à déclarer à la suite des violences : " Nos institutions de sécurité, la police, ont peur ou ne peuvent pas agir contre eux (les Hazaras)".